# Église évangélique luthérienne de la République du Kazakhstan

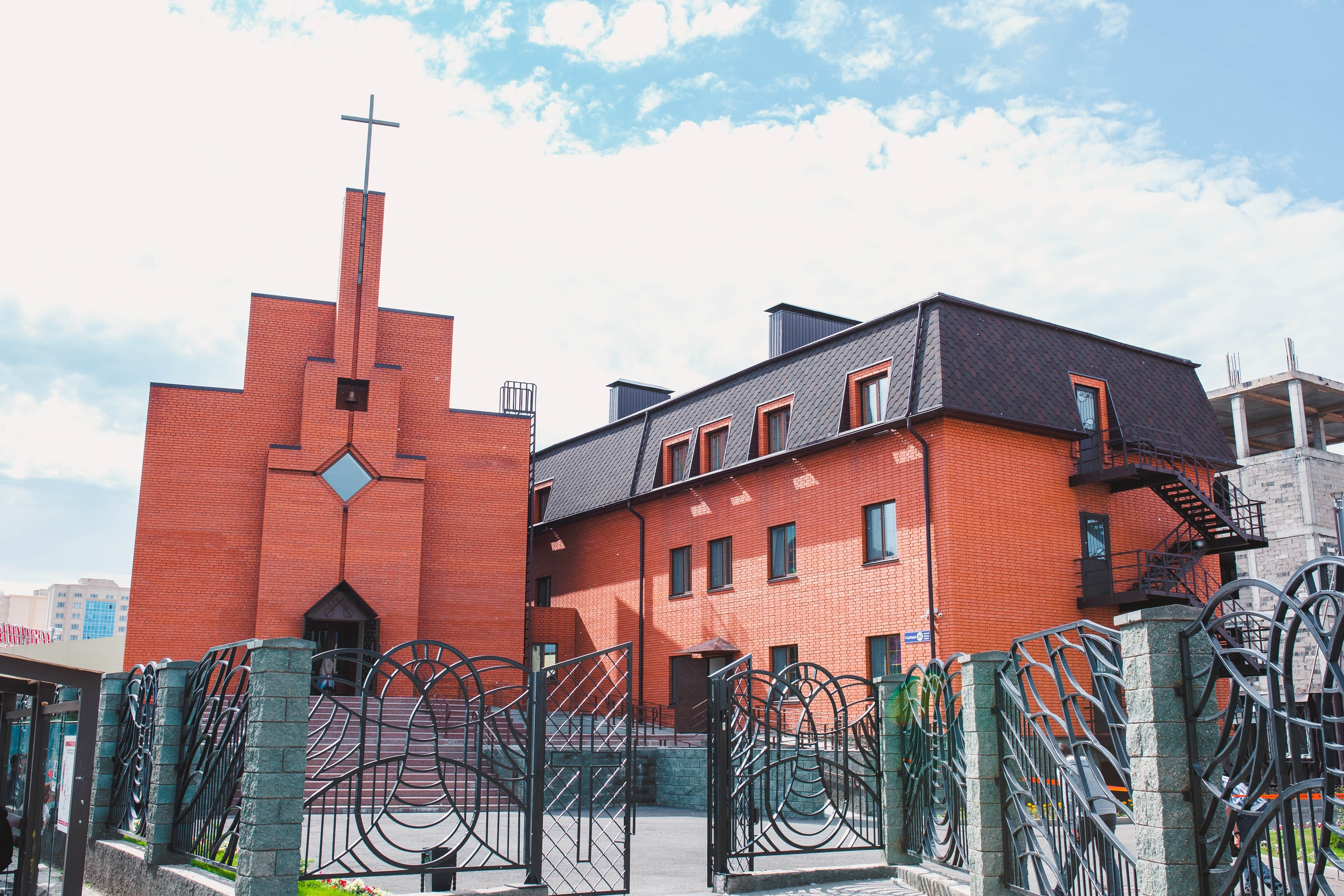
Église luthérienne du Christ sauveur à Astana.

L’Église évangélique luthérienne de la République du Kazakhstan regroupe les communautés luthériennes du Kazakhstan, en Asie centrale, organisées en 54 paroisses réunies en six doyennés. Son siège et son organisation synodale se trouvent à Astana. Son évêque est Youri Novgorodov. La très grande majorité de ses membres sont des descendants de déportés par Staline au début de la Grande Guerre patriotique (1941). C'étaient des Allemands de la Volga, des Allemands du Daguestan, des Allemands de la Mer Noire, des Allemands de Bessarabie et autres descendants d'Allemands d'URSS installés depuis deux siècles par le régime impérial pour coloniser les terres incultes. Les luthériens du Kazakhstan comptent toutefois aujourd'hui dans leurs rangs un certain nombre de Russes ethniques. Les offices se font en allemand et en russe.
L'Église évangélique luthérienne de la République du Kazakhstan appartient à l'Union des Églises évangéliques-luthériennes, faisant partie de la Fédération luthérienne mondiale.

## Historique
Du temps de l'Empire russe, les luthériens (d'origine allemande, finnoise ou suédoise) occupent des postes-clef dans l'administration et l'armée. Un certain nombre s'installent aussi en Russie comme commerçants ou colons, surtout depuis le règne de Catherine II. Ils forment la deuxième religion de l'Empire russe à la fin du XIXe siècle (en comptant les pays baltes et le grand-duché de Finlande). Avec l'expansion coloniale de la Russie en Asie centrale à la fin du XIXe siècle, de petites communautés luthériennes se forment dans les principaux forts ou villes de marché (Oust-Kamenogorsk, Petropavlovsk, Semeï, Akmol).
Avec la révolution d'octobre 1917, toutes les religions sont suspectées d'anti-bolchévisme ; la répression augmente dans les années 1930 avec les grandes purges staliniennes. Des millions de chrétiens - orthodoxes, protestants ou catholiques - sont déportés, emprisonnés ou condamnés à mort. Les protestants d'Asie centrale doivent fermer leurs quelques paroisses. Celles-ci voient leurs biens confisqués. Lorsque la Grande Guerre patriotique éclate en 1941, les luthériens (descendants d'Allemands pour la plupart) sont suspectés à tort d'être favorables au Troisième Reich, et déportés en quelques semaines en wagons à bestiaux dans toute l'Asie centrale. Un grand nombre d'entre eux trouvent la mort dans un voyage effectué dans des conditions inhumaines.
Ils sont donc un million d'Allemands (catholiques ou protestants) déportés en 1941 dans la république socialiste soviétique du Kazakhstan dont les deux-tiers sont luthériens. Sur deux mille pasteurs luthériens, seuls trois sont encore en vie à la fin des années 1940. L'un d'eux, Eugen Bachmann, sort du Goulag en 1955. Il s'installe à Akmol (à une trentaine de la capitale actuelle d'Astana) et pour la première fois depuis des années organise un service clandestin dans un appartement de la rue Kouïbychev. Le pouvoir soviétique permet finalement l'enregistrement de cette première paroisse luthérienne en 1957. C'est la seule à être officiellement enregistrée pendant de nombreuses années dans toute l'URSS.
C'est surtout dans les années 1970-1980 que se forment des paroisses dans les grandes villes et même les petites villes comprenant une population d'Allemands ethniques. Il y a en a près d'un millier. Tout change à partir des années 1990, un peu avant et après l'éclatement de l'URSS. Les Allemands ethniques sont autorisés à émigrer en masse en Allemagne, pays de leurs ancêtres lointains dont un grand nombre ne parle pas ou plus la langue.
Il en resterait environ 100 000 dans le Kazakhstan d'aujourd'hui.

## Adresse
Astana 473000, rue Baïan-Aoul 101